# حارة فراح (ذمار)
حارة فراح هي إحدى حارات مدينة ذمار التابعة لمحافظة ذمار، بلغ تعداد سكانها 4,060 نسمة حسب تعداد اليمن لعام 2004.